# Zawichost
Zawichost ist eine Stadt sowie Sitz der gleichnamigen Stadt-und-Land-Gemeinde im Powiat Sandomierski der Woiwodschaft Heiligkreuz in Polen.

## Geographie
Die Kleinstadt liegt 17 km nördlich von Sandomir am linken, westlichen Ufer der Weichsel, nördlich der Mundung des Flusses San.

## Geschichte

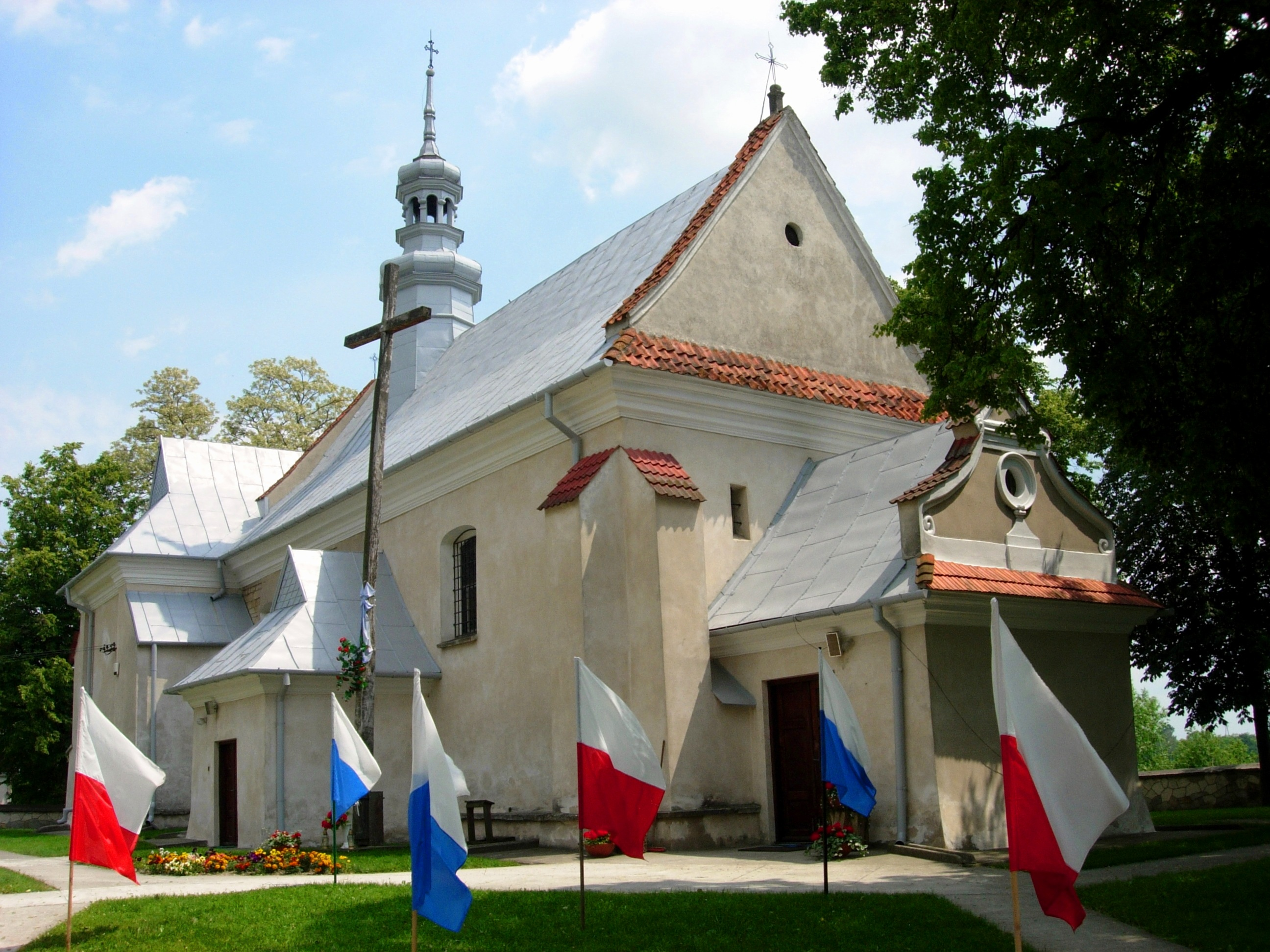
Hl. Dreifaltigkeitskirche in Zawichost

Die Stadt wurde erstmals 1148 urkundlich erwähnt. Am 19. Juni 1205 fand in der Nähe die Schlacht von Zawichost statt, in welcher Roman der Große, Großfürst von Halytsch gegen polnische Truppen unter Herzog Leszek I. von Kleinpolen und Herzog Konrad I. von Masowien unterlag. Zawichost erhielt das Stadtrecht wahrscheinlich noch vor 1255. 1257 übergab Fürst Bolesław V. der Keusche die Stadt zusammen mit 25 umliegenden Dörfern in die Hände des Klarissen-Ordens. Im 14. Jahrhundert wurde Zawichost Königsstadt und Sitz eines Starosten. König Kasimir der Große baute hier ein Schloss, das den Weichselübergang schützte.
1795 fiel Zawichost mit der Dritten Polnischen Teilung an Österreich. 1809 kam es an das Herzogtum Warschau und 1815 an das Königreich Polen. Gegenüber der Weichsel lag damals das nördlichste Dorf Österreichs – Chwałowice. Nach Ende des Ersten Weltkriegs kam der Ort wieder zum neu entstandenen Polen.

## Gemeinde
In der Stadt-und-Land-Gemeinde Zawichost leben etwa 4500 Menschen.

## Persönlichkeiten
- Szymon Askenazy (1866–1935), Historiker, Diplomat und Politiker
- Jolanta Róża Kozłowska (* 1957), Diplomatin